# Finn Arnesson
Finn Arneson (mort vers 1065)  (vieux norrois:  Finnr Arnasson )  est noble norvégien actif sous les règnes des rois  d'Olaf II de Norvège et  Harald III de Norvège. Du fait de ses relations familiales y compris de ses liens de parenté avec les chefs Erling Skjalgsson et Hårek de Thjotta, époux de sa sœur Ragnhildr, Finn Arnesson  appartient à la classe supérieure  des chefs côtiers norvégiens dans la première moitié de XIe siècle qui ont joué un grand rôle politique sous les règne d'Olav Haraldsson et d'Harald Hardråde puis en exil auprès du roi danois Svend Estridsson qui le nomme comte de Halland. 

## Origine
Finn est le fils du Lenderman Arni Arnmodsson et de Thora Thorsteindatter,  une fille de Thorstein Gall (c'est-à-dire: la potence). Ses frères les plus célèbres sont Kalv Arnesson (vers 990-1051) et Torberg Arnesson (mort vers 1050).

## Finn dans les sagas

### Finn et Olav le Saint
Finn suit tout d'abord les traces de son père  Arne Arnmodsson mentionné dans la saga d'Olav Haraldsson comme un chef  local,  qui avec ses sept fils  rejoint Olav . Néanmoins, seulement quatre d'entre eux : Kalv époux de Ölvidr d'Egg, Finn, Torberg et Arni sont explicitement évoqués dans les sagas royales qui sont la base de ce que nous savons d'eux 
Selon les Sagas royales, Finn Arnason demeure fidèle au roi Olaf tout au long de son règne. Mais nous n'avons pas beaucoup d'information sur son activité à part l'expédition qu'il même au Hålogaland pour punir la trahison d'un certain Thorir le Chien qui se réfugie d'ailleurs chez le roi Knut II de Danemark 
La saga indique qu'après que le roi danois Knut le Grand soit intervenu en Norvège à la tête de sa flotte, Finn Arnason fait partie avec ses deux frères Torberg et Arni et Rognvald Brusason des quelques barons fidèles qui accompagnent Olav Haraldsson en Russie en 1028, alors même que son frère Kalv Arnesson trahit le roi en rejoignant le Jarl Håkon Eiriksson. De même, Finn est aux côtés d'Olav lors de son retour en 1030 et il prend une part prépondérante dans son ultime combat lors de la bataille de Stiklestad. Après la bataille, Finn blessé et dans une moindre mesure Torberg reprochent à leurs frère Kalv d'avoir choisi le parti de Knut de Danemark et se retirent dans leurs domaines. Les deux frères se rapprochent toutefois ensuite pendant le règne de Sven Knutsson de Norvège, en Norvège lorsque Kalv n'obtient pas le titre de Jarl qui lui avait été promis .

### Finn et Harald Hardråde
Nous n'avons aucune information sur les relations de  Finn Arnason avec le roi Magnus le Bon. Cependant il joue un  rôle certain dans la saga de Harald Hardråde  décrit  d’ailleurs un peu différemment  dans la Morkinskinna et par Snorri Sturluson. Finn vivait alors à Austrått en Örland il avait épousé une fille de Halfdan Sirgurdsson donc une nièce des rois Olaf II et Harald III. Thora sa propre nièce, fille de son frère Torberg était devenu l'« épouse » du roi Harald . Il menait des expéditions vikings à l'ouest en compagnie de Guthorm Gunnhildarsson et d'Hakon Ivarsson . 
Le roi Harald utilise Finn comme  conseiller et  médiateur dans le règlement des troubles dans le Trondelag  qui avaient suivi l'assassinat par lui vers 1050 de Einar Tambarskjelve et dont le chef était justement le compagnon de Finn Hakon Ivarsson. En contrepartie de la réussite de cette mission Finn  obtient du roi que son frère Kalv exilé aux Orcades puisse revenir au pays après des années d'exil.
Mais cette mission est  aussi le prélude à la rupture entre la Finn Arnesson et la famille royale norvégienne. L'été suivant, Kalv est tué en Fionie par  le roi Harald III qui envoie contre lui une force armée puissante. Finn perçoit cet événement  comme une trahison de la part du roi, et le poème déclamé par le roi selon sa saga  semble montrer que la suspicion était justifiée . 
Finn passe pour cela au Danemark, où le roi Svend Estridsson,  ennemi  d'Harald, le reçoit avec faveur et le nomme même Jarl du Halland . Il  combat avec Svend contre Harald Hardrada à la bataille de Nisa en 1062 . Mais il est capturé par le roi Harald   bien qu'il  profère des propos malséants traitant le fils du roi Magnus de « chiot » et sa nièce Tora de « jument » ! Harald qui constate qu'il ne peut plus se l'attacher le remet en liberté pour qu'il puisse revenir près de  Svend au Halland .
Dans l'ensemble, les sagas dessinent un portrait de Finn comme un homme violent, très direct en paroles et en actes mais toujours droit et au fond honorable

## Postérité
Finn Arnesson avait épousé Bergljot Halvdansdottir (Halfdansdottir), une nièce des rois de Norvège saint Olaf et Harald Hardråde   dont :
- Ingibiorg Finnsdottir
- Sigrid Finnsdottir épouse Orm Eilvasson Jarl d'Oppland un petit-fils du Jarl Håkon Sigurdsson

## Sources
- Régis Boyer La Saga d'Olaf le Saint de Snorri Sturluson, traduite et présentée. Payot Paris (1987)  (ISBN 2228132500).
- Régis Boyer La Saga d'Harald l'Impitoyable de Snorri Sturluson, traduite et présentée. Payot Paris (1979)  (ISBN 2228336300).
- (no) Claus Krag, « Finn Arnesson », Norsk biografisk leksikon, consulté le 13 octobre 2013.